# Papa Niccolò I
Niccolò I, anche noto come san Niccolò Magno o papa Nicola I (Roma, 820 circa – Roma, 13 novembre 867), è stato il 105º papa della Chiesa cattolica dal 24 aprile 858 fino alla sua morte. Niccolò viene ricordato come un consolidatore del potere e dell'autorità papale e sostenitore del rafforzamento dell'universalismo romano. È venerato come santo dalla Chiesa cattolica.

## Biografia
Niccolò apparteneva ad una nobile famiglia romana: era figlio di un funzionario della corte pontificia, Teodoro. La data di nascita non è sicura: alcuni propendono per l'800, altri per l'820, se non addirittura l'827. La giovinezza e la formazione del futuro papa si svolgono vicino al Palazzo del Laterano, seguendo la tradizionale educazione impartita agli ecclesiastici, basata sullo studio della Bibbia, della letteratura sacra e sullo studio della lingua latina. Segnalatosi nel sinodo riunito per scomunicare il futuro antipapa Anastasio III nell'853, il diacono Niccolò si guadagnò la fiducia di papa Benedetto III.

### L'elezione al Soglio pontificio
Quando papa Benedetto III morì, nell'aprile dell'858, il re d'Italia Ludovico II si trovava a Roma. Il sovrano, non volendo perdere l'occasione di influire sulla scelta del futuro papa, riuscì a far confluire i voti sul diacono Niccolò, che però al momento dell'elezione si trovava nella Basilica di San Pietro dove, ostentando un atto di modestia, si era rifugiato per evitare di essere eletto. Accettata con riluttanza l'alta carica, Niccolò ascese al soglio pontificio e fu consacrato il 24 aprile. Non si può escludere, come sottolinea il Gregorovius, che tra il papa e l'imperatore intercorressero rapporti di amicizia personale; dopo l'elezione Ludovico lasciò Roma con ampia soddisfazione, ma fu presto raggiunto da Niccolò, con il seguito di clero e nobiltà, che lo ricondusse a Roma e, all'ingresso in città, l'imperatore, a piedi, condusse per le briglie il cavallo del papa, il quale «in questo atteggiamento superbo, di contra ad un imperatore che gli si umiliava dinanzi così profondamente, Niccolò I diede principio al suo pontificato».

### Governo della Chiesa
In base al principio del primato della Sede di Roma sulle altre sedi episcopali, Niccolò intervenne per regolare gli abusi compiuti da alcuni titolari di cattedre vescovili dell'Europa cristiana.
Già dall'850 l'arcivescovo Giovanni VII di Ravenna, forte dei privilegi imperiali bizantini ottenuti nei secoli precedenti, che gli consentivano la cosiddetta autocefalia, cioè l'autogoverno in materia ecclesiastica, aveva inasprito ancor più la politica autocefala, cercando di rendersi completamente autonomo da Roma e comportandosi da vero e proprio tiranno, con atti vessatori nei confronti delle diocesi suffraganee (Modena, Reggio, Parma e Piacenza), imponendo loro pesanti tributi e vietando di comunicare direttamente con la Chiesa di Roma. La disputa fu chiusa da Niccolò che, convocato invano a Roma l'arcivescovo, si recò a Ravenna dove, constatata la generale avversione del clero e del popolo per Giovanni, gli ingiunse di comparire nell'861 davanti a un sinodo che condannò il suo operato. Scomunicato, l'arcivescovo cercò un sostegno presso l'imperatore dei Romani, ma Ludovico II, dopo un timido tentativo d'intervento, immediatamente bloccato dal pontefice, pensò bene di non immischiarsi negli affari della Chiesa, lasciando Giovanni nelle mani del papa, che finì per piegarlo al suo volere. La scomunica fu revocata e Giovanni fu costretto a sottomettersi ad un'azione di controllo da parte di Roma su tutti i suoi atti.
Sempre nell'861 Niccolò annullò la sentenza di Incmaro, arcivescovo di Reims e metropolita di Francia, che aveva tolto al vescovo di Soissons, Rotado, la sua diocesi.

### Relazioni con la Chiesa di Costantinopoli
Papa Niccolò fu uno dei più energici assertori dell'indipendenza del papato dall'autorità imperiale.
Nell'859-860 il pontefice accolse l'ex patriarca di Costantinopoli, Ignazio deposto dall'imperatore bizantino Michele III per una serie di gravi contrasti sorti tra i due, che aveva scelto di vivere l'esilio a Roma. Al suo posto era salito sulla cattedra patriarcale il laico Fozio, uomo di fiducia di Michele III, a cui in brevissimo tempo fu consentito di scalare tutti i livelli della gerarchia ecclesiastica. Nell'861 il nuovo patriarca di Costantinopoli annunciò, per averne l'approvazione, la sua nomina a Niccolò I, il quale, nello stesso anno, inviò a Costantinopoli, per effettuare un'inchiesta, il vescovo di Anagni, Zaccaria, e quello di Porto, Rodoaldo. Oltre che chiarire la situazione, la missione aveva lo scopo di ribadire la supremazia di Roma sulla nomina di tutti i vescovi. I legati papali però, furono corrotti dall'imperatore Michele III e da Fozio stesso; le lettere inviate dal papa furono falsificate e un sinodo convocato di lì a poco nella chiesa dei Santi Apostoli (Sinodo di Costantinopoli, 861) confermò la deposizione di Ignazio ed approvò la nomina di Fozio a patriarca. Fozio venne dunque riconosciuto dai legati papali.
Al fine di ristabilire la legittimità dei ruoli, Ignazio si appellò al papa. Ben presto Niccolò I capì che i suoi legati erano stati circuiti dai bizantini. Decise di inviare tre lettere a Costantinopoli (18 marzo 862): nella prima, indirizzata a Fozio, ribadiva il primato della Sede di Pietro. Di conseguenza Fozio non aveva l'autorità per trattare questioni disciplinari. Il pontefice inoltre non accettava le argomentazioni con cui Fozio aveva giustificato il suo rapido passaggio dallo stato laicale al patriarcato; nella seconda missiva comunicava all'imperatore che Ignazio andava reintegrato finché l'intera questione non fosse stata trattata in sua presenza; infine scrisse agli altri patriarchi orientali per rendere nota la posizione della Sede apostolica su Fozio. Al di là del fatto che l'elezione di Fozio fosse effettivamente contraria alle norme del diritto canonico, il pontefice colse l'occasione per ribadire come solo a lui spettasse decidere tutte le questioni ecclesiastiche, sia in Occidente sia in Oriente.
Da Costantinopoli non giunse alcuna risposta. L'attesa si protrasse per un anno intero, dopo il quale Niccolò convocò a sua volta a Roma un sinodo (863), nel quale fu dichiarato che:
- Il papa non riconosceva la deposizione di Ignazio;
- I due legati papali che si erano fatti corrompere venivano scomunicati;
- I decreti dell'assemblea erano nulli;
- Fozio sarebbe rimasto scomunicato fintanto che avesse insistito nell'usurpazione del seggio patriarcale.

Il pontefice dette disposizioni anche in materia liturgica e dottrinale. Stabilì:
- l'aggiunta del filioque al Credo bizantino, la cui nuova formulazione diventava «... lo Spirito Santo procede dal Padre e dal Figlio»;
- il celibato per i preti, cosa non prevista in precedenza nell'Impero bizantino;
- la proibizione per i preti di celebrare la Cresima;
- il digiuno per tutto il clero al sabato;
- l'inizio della Quaresima al Mercoledì delle Ceneri. Tutte queste disposizioni dovevano essere adottate anche dalla Chiesa di Costantinopoli (come era già avvenuto in Occidente).

Per quattro anni si ebbe uno scambio di ambascerie secondo ritmi quasi stagionali finché Fozio, in risposta alla scomunica e con l'appoggio dell'imperatore Michele III, nell'867 convocò un concilio a Costantinopoli, alla cui conclusione fu lanciata la scomunica e la conseguente sentenza di deposizione nei confronti di Niccolò I, sancendo così la rottura con la Sede apostolica. Inoltre Fozio inviò un'enciclica a tutte le diocesi soggette al patriarcato di Costantinopoli, in cui rigettava tutte le disposizioni liturgiche e dottrinali imposte dalla Chiesa di Roma.
Ma di lì a poco la situazione si capovolse: Michele III fu assassinato e al suo posto salì al trono imperiale il suo carnefice, Basilio I il Macedone (867-886). Il nuovo basileus destituì tutti coloro che avevano ottenuto alte cariche sotto il regno di Michele, compreso Fozio, e designò altri dignitari di sua fiducia, reintegrando Ignazio sulla cattedra di patriarca.

### Relazioni con i regni cristiani

#### La questione del divorzio di Lotario II
Lotario II, membro della famiglia imperiale (era fratello dell'imperatore Ludovico II ed aveva ereditato la Lorena) aveva accusato la legittima moglie Teutberga, dalla quale non aveva avuto figli, di aver commesso gravi peccati. Il suo scopo era annullare il matrimonio per poi sposare la concubina Waldrada, da cui invece aveva avuto tre figli. Sotto pressioni e minacce, la regina confessò i presunti peccati. La nullità del matrimonio con Teutberga fu confermata dagli arcivescovi di Colonia, Guntero, e di Treviri, Teutgardo. 
Il 28 aprile 862 il clero imperiale si riunì ad Aquisgrana e, ignaro del peso della decisione che avrebbe preso, consentì a Lotario di risposarsi. Il papa contrario a tale parere, inviò dei suoi legati alla corte di Lotario. Ma essi si fecero corrompere, così poi a un sinodo tenutosi a Metz nel giugno 863, anche i legati pontifici confermarono la decisione. La regina fu rinchiusa in un convento e il re fu autorizzato a risposarsi. Gli atti del sinodo furono trasmessi alla Sede apostolica.
Il comportamento di Niccolò fu diretto a confermare l'autorità della Chiesa in materia di matrimonio religioso e a ribadire l'indissolubilità dell'istituto. Fece fare tre settimane di "anticamera" ai prelati quindi, anziché riceverli, li convocò in un sinodo in Laterano nel quale, senza alcun dibattito o interrogatorio, dichiarò il sinodo di Metz non valido, i vescovi partecipanti scomunicati e deposti e le sue decisioni nulle. I due arcivescovi reali responsabili del pagamento, Guntero Colonia e Teutgardo di Treviri, furono anatemizzati. L'imperatore Ludovico II, immediatamente informato dell'accaduto, preso dall'ira partì alla volta di Roma portandosi al seguito un poderoso esercito e i due arcivescovi scomunicati. Era l'863, e nel febbraio 864 Ludovico entrò nell'Urbe, ma non riuscì, neanche con le minacce, a far cambiare idea al pontefice, che si rifiutò persino di riceverlo. Anzi, siccome Lotario II continuava la sua relazione illecita, scomunicò anche Waldrada.
Di fronte ai continui dinieghi del papa e alle dimostrazioni antimperiali del popolo romano, che sfociarono anche in atti violenti, si dovette ricorrere alla mediazione dell'imperatrice consorte Engelberga, che riuscì a far incontrare i due contendenti. Papa Niccolò non recedette di un passo dalle sue posizioni e Ludovico fu costretto ad abbandonare Roma senza aver ottenuto l'annullamento del matrimonio del fratello né il rientro delle scomuniche lanciate. Da parte sua Lotario II dovette riconoscere, in una cerimonia pubblica, la legittima moglie di Teutberga come regina. Nicola riammise alla comunione ecclesiastica i due arcivescovi scomunicati, che poterono tornare al seggio vescovile dietro giuramento incondizionato al papa.

La rilevanza dell'episodio, al di là della pretesa di un regnante di voler piegare le regole e i dogmi della Chiesa alle sue esigenze personali (e in questo Lotario non fu né il primo né l'ultimo), risiede nel fatto che, come ha osservato Walter Ullmann, «per la prima volta il papato giudicò un re che si trovò inaspettatamente minacciato di scomunica».

#### La questione bulgara
Il giovanissimo Regno bulgaro era stato recentemente cristianizzato grazie all'opera di ferventi missionari di Costantinopoli, ma alcuni contrasti con l'impero, le contese all'interno del patriarcato costantinopolitano e i sostanziali buoni rapporti con Ludovico II, spinsero re Boris a rivolgersi al papa, chiedendogli una serie di consigli su come educare i propri sudditi, appena usciti da un'epoca di paganesimo, a una vita civile e cristiana. Niccolò approfittò dell'occasione per attirare la Bulgaria nell'orbita romana e, per un breve periodo, ci riuscì; fu essenziale l'impegno dei vescovi che il pontefice inviò in quella terra per battezzare ed educare: Formoso di Porto e Paolo di Populonia. 

Non meno rilevanti si rivelarono le indicazioni che Niccolò stesso fornì in risposta alle richieste di Boris, che costituirono una vera e propria costituzione in chiave evangelica. Ma nell'869-70 Ignazio di Costantinopoli convocò un concilio al quale partecipò un'ambasciata del re di Bulgaria. Infine, nell'870 il Regno bulgaro rientrò nell'orbita di Costantinopoli: quell'anno, infatti, il patriarca Ignazio inviò nuovi sacerdoti e consacrò un nuovo vescovo in Bulgaria.

### Morte e culto
Papa Niccolò I morì il 13 novembre dell'867 e fu sepolto in San Pietro. Per il suo eccezionale carisma religioso, gli fu attribuito il titolo di "Magno" (attribuito, oltre a lui, soltanto ai pontefici Leone I e Gregorio I).
È venerato come santo dalla Chiesa cattolica, che ne celebra la memoria liturgica il 13 novembre (data della morte) a partire dal 1883 (era venerato il 6 dicembre in base al martirologio romano del 1630).

## Niccolò I nella storiografia
Ferdinand Gregorovius associò papa Niccolò I alle Decretali pseudoisidoriane, una raccolta di lettere, apostoliche e non, e di altri documenti apocrifi, elaborata nel nord-est della Francia intorno all'anno 850. Lo storico tedesco ritenne che Niccolò I fosse a conoscenza di tale collazione e, consapevole o meno della sua autenticità,
(Gregorovius, p. 818)